# كاوية (بصريات)

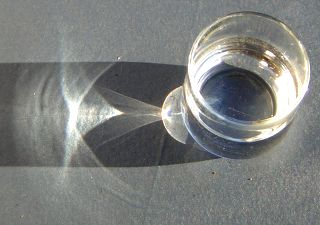
المواد الكاوية التي ينتجها كوب من الماء

في البصريات، الكاوية أو الشبكة الكاوية أو الإحراق هي حزمة من أشعة الضوء تنعكس أو تنكسر من سطح منحن أو جسيمي، أو إسقاط تلك الحزمة من الأشعة على سطح آخر. المادة الكاوية هي منحنى أو سطح يكون فيه كل من أشعة الضوء مماساً، ويحدد حدود حزمة الأشعة كمنحنى للضوء المركز. لذلك يمكن أن تكون المواد الكاوية بقع الضوء أو حوافها الساطعة.